# Bicrouania
Bicrouania is een monotypisch geslacht van schimmels behorend tot de familie Melanommataceae. De typesoort is Bicrouania maritima.